# Tomas Tivemark
Tomas Tivemark, född 21 mars 1966 i Laxå, är en svensk skådespelare, manusförfattare, filmproducent och kompositör.
Tivemark bildar tillsammans med Michael Hjorth och Johan Kindblom författarkollektivet Tre Vänner. Kollektivet har bland annat skrivit manus till de första åren av Icas reklamfilmer samt skapat och skrivit merparten av tv-serierna Svensson, Svensson och Cleo och massa andra serier

## Filmografi

### Filmmanus
- 1994 – Bert (TV-serie)
- 1994 - Svensson, Svensson (TV-serie)
- 1995 – Bert – den siste oskulden
- 1997 - Pappas flicka (TV-serie)
- 1997 - Svensson, Svensson - filmen
- 1999 - Jakten på en mördare (TV-serie)
- 1999 – Ett litet rött paket (TV-serie)
- 2000 – Det okända
- 2002 – Cleo (TV-serie)
- 2003 - Mannen som log (TV)
- 2005 - Steget efter
- 2006  - 7 miljonärer
- 2007 - Svensson Svensson (TV-serie)
- 2013 - Bamse och tjuvstaden
- 2020 – Pelle Svanslös (film, 2020) - (röst)
- 2015 – Ängelby (TV-serie)

### Roller i urval
- 1995 – Bert – den siste oskulden
- 1995 - Anmäld försvunnen (TV-serie gästroll)
- 1997 - Cheek to Cheek (TV)
- 1998 – Aspiranterna (TV-serie)
- 1998 – Kvinnan i det låsta rummet (TV-serie)
- 1998 - Rederiet (TV-serie gästroll)
- 1998 - OP7 (TV-serie gästroll)
- 1999 - Anna Holt - polis (TV-serie gästroll)
- 1999 - Jakten på en mördare (TV-serie)
- 2000 – Det okända
- 2002 – Cleo (TV-serie) (gästroll)
- 2003 – Paragraf 9 (TV-serie)
- 2006 7 miljonärer (spelar rollen som Sven Dahlström/Boris)
- 2007 – Ett öga rött

### Producent
- 2000 – Det okända

## Teater

### Roller (ej komplett)
| År   | Roll | Produktion                                               | Regi              | Teater     |
| ---- | ---- | -------------------------------------------------------- | ----------------- | ---------- |
| 1986 |      | Ringo Birgitta Götestam, Göran Arnberg och Magnus Fermin | Birgitta Götestam | Göta Lejon |